# Mia Kasalo
Mia Kasalo (* 2003 in Berlin) ist eine deutsche Schauspielerin.

## Leben
Mia Kasalo wurde in Berlin geboren, ihre Mutter stammt aus Kroatien. Im Alter von fünf Jahren begann Kasalo mit der Schauspielerei. Sie nannte Katharina Thalbach als ihr Vorbild. Seitdem hat sie in einer Reihe von Fernsehproduktionen mitgewirkt, neben anderen in einer Folge der ZDF-Krimiserie SOKO Wismar und an der Seite von Jan Josef Liefers in dem ARD-Zweiteiler Der Turm. 2016 spielte sie eine Hauptrolle in dem Kinofilm Amelie rennt, der 2017 auf der 67. Berlinale uraufgeführt wurde. 2017 war sie als Hauptdarstellerin in der ZDF-Fernsehserie Das Pubertier zu sehen.
Mia Kasalo lebt in Berlin und ging im Ortsteil Kreuzberg zur Schule. Neben Deutsch spricht sie Serbokroatisch. Ihre jüngere Schwester Greta ist ebenfalls als Schauspielerin tätig.

## Filmografie (Auswahl)
- 2012: Du hast es versprochen (Kinofilm)
- 2012: Der Turm (Fernsehfilm)
- 2013: Das merkwürdige Kätzchen
- 2013: Zeugin der Toten (Fernsehfilm)
- 2013: Die Kinder meiner Tochter (Fernsehfilm)
- 2014: SOKO Wismar – Bernd und Harry (Fernsehserie)
- 2014: Alle unter eine Tanne (Fernsehfilm)
- 2015: Blindgänger (Fernsehfilm)
- 2017: Amelie rennt
- 2017: Das Pubertier (Fernsehserie, 6 Folgen)
- 2017: Fremde Tochter (Nebenrolle)
- 2018: Die Eifelpraxis – Aufbruch (Fernsehserie)
- 2019: SOKO Stuttgart – Das Geld anderer Leute, Skate or die (Fernsehserie)
- 2020: Das letzte Wort (Fernsehserie)
- 2022: Ein starkes Team: Die letzte Reise (Fernsehreihe)
- 2022: In aller Freundschaft – Unverstanden (Fernsehserie)
- 2025: Morden im Norden – Niemandsland (Fernsehserie)
- 2025: Das Traumschiff – Miami (Fernsehreihe)